# Wonston
Wonston is een civil parish in het bestuurlijke gebied Winchester, in het Engelse graafschap Hampshire met 1446 inwoners.